# Psychotria microglossa
Psychotria microglossa là một loài thực vật có hoa trong họ Thiến thảo. Loài này được (Baill.) Baill. ex Guillaumin miêu tả khoa học đầu tiên năm 1919.